# Un homme est venu me voir
Un homme est venu me voir est une pièce de théâtre de Marguerite Duras, écrite en 1968. Elle a été créée le 16 novembre 2000 au Théâtre de l'Île Saint-Louis Paul Rey, et publiée en 1968 aux éditions Gallimard comme cinquième et dernière pièce du tome Théâtre II.

## Résumé
Steiner, un homme d'une quarantaine d'années, reçoit un soir à son domicile une visite inattendue. Le Visiteur, qui ne porte pas d'autre nom, sauf à la fin de la pièce, était autrefois un camarade de Steiner dans un parti socialiste révolutionnaire. Le Visiteur était resté dans le courant dominant du parti au pouvoir quand Steiner avait rejoint un courant dissident. Le Visiteur est devenu le juge de Steiner dans un procès qui rappelle les procès de Moscou. 18 ans après la condamnation de Steiner et son évasion, il lui rend visite, avec le projet de réhabiliter Marker, le responsable de l'époque.

## Distribution à la création
- Mise en scène : Muriel Silans

Avec
- Francis Frappat : le visiteur
- Jean-Louis Tribes : Steiner